# Rhaeticus (cráter)

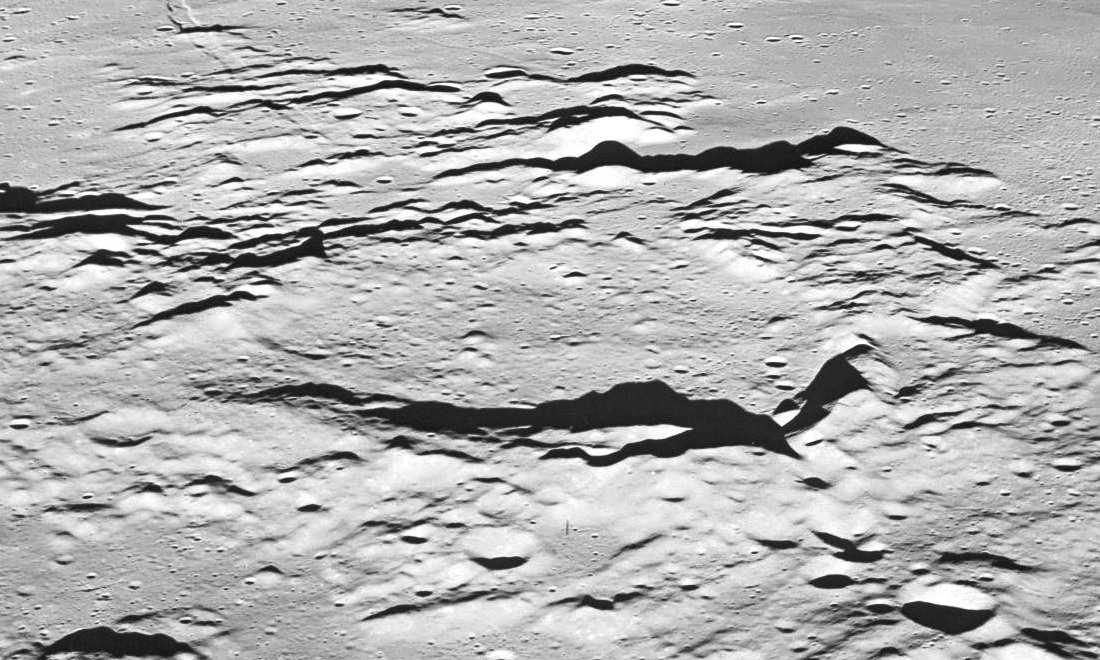
Fotografía de la misión Apolo 10

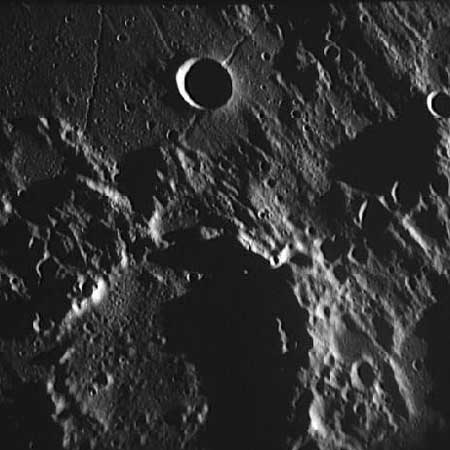
Fotografía de la misión Apolo 10

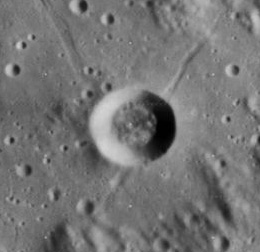
Rhaeticus A

Rhaeticus es un cráter de impacto que se encuentra sobre el ecuador de la Luna, en el borde sureste del Sinus Medii. Al norte-noroeste se halla el cráter Triesnecker, y al sur se puede encontrar el remanente gastado de la llanura amurallada de Hipparchus. El cráter fue nombrado en memoria de Georg Joachim von Lauchen, también conocido como Rheticus.
|  |

La pared externa de Rhaeticus muestra grandes signos de desplome, con fisuras y hendiduras en el noreste. La pared está más intacta en la cara oriental, mientras que en el noroeste es poco más que un bajo resalto sobre la superficie. También se localiza una zona de corte de baja altura en el muro sur-sureste. La forma general del brocal es la de un hexágono ligeramente alargado en la dirección norte-sur. El interior ha sido reconstituido por la lava, y solo unas pequeñas elevaciones sobresalen de su superficie. Comenzando en la cresta de la pared del sector este se localiza una cadena de cratercillos que se extiende al este-noreste en una longitud de alrededor de un diámetro del cráter.
Discurriendo al suroeste de Rhaeticus hacia el cráter Réaumur aparece una larga grieta, difícil de distinguir cerca de Rhaeticus debido al grupo de montañas localizadas al suroeste. El cráter en sí tiene 43 kilómetros de ancho en una dirección y 49 kilómetros de largo en otra. Pertenece al período Pre-Ímbrico, que duró desde hace 4550 a 3850 millones de años atrás.

## Cráteres satélite
Por convención estos elementos son identificados en los mapas lunares poniendo la letra en el lado del punto medio del cráter que está más cerca de Rhaeticus.
|           | \| Rhaeticus \| Coordenadas \| Diámetro \| \| --------- \| ------------------------- \| -------- \| \| A \| 1°48′N 5°12′E / 1.8, 5.2 \| 11 km \| \| B \| 1°42′N 6°48′E / 1.7, 6.8 \| 6 km \| \| D \| 0°54′N 6°12′E / 0.9, 6.2 \| 7 km \| \| E \| 0°06′S 6°00′E / -0.1, 6.0 \| 5 km \| \| F \| 0°06′S 6°30′E / -0.1, 6.5 \| 18 km \| \| G \| 1°00′N 6°24′E / 1.0, 6.4 \| 6 km \| \| H \| 1°00′S 5°24′E / -1.0, 5.4 \| 6 km \| \| J \| 0°42′S 3°12′E / -0.7, 3.2 \| 4 km \| \| L \| 0°12′N 3°36′E / 0.2, 3.6 \| 14 km \| \| M \| 1°00′N 3°48′E / 1.0, 3.8 \| 7 km \| \| N \| 1°12′N 4°12′E / 1.2, 4.2 \| 12 km \| |          |
| Rhaeticus | Coordenadas | Diámetro |
| A         | 1°48′N 5°12′E / 1.8, 5.2 | 11 km    |
| B         | 1°42′N 6°48′E / 1.7, 6.8 | 6 km     |
| D         | 0°54′N 6°12′E / 0.9, 6.2 | 7 km     |
| E         | 0°06′S 6°00′E / -0.1, 6.0 | 5 km     |
| F         | 0°06′S 6°30′E / -0.1, 6.5 | 18 km    |
| G         | 1°00′N 6°24′E / 1.0, 6.4 | 6 km     |
| H         | 1°00′S 5°24′E / -1.0, 5.4 | 6 km     |
| J         | 0°42′S 3°12′E / -0.7, 3.2 | 4 km     |
| L         | 0°12′N 3°36′E / 0.2, 3.6 | 14 km    |
| M         | 1°00′N 3°48′E / 1.0, 3.8 | 7 km     |
| N         | 1°12′N 4°12′E / 1.2, 4.2 | 12 km    |